# Orkaanseizoen van de Grote Oceaan 2014
Het orkaanseizoen van de Grote Oceaan 2014 begon op 22 mei 2014 en eindigde op 30 november 2014. Dit orkaanseizoen betreft twee verschillende gebieden en daarmee eigenlijk twee verschillende seizoenen. Oostelijk van de 140e graad westerlengte begint het seizoen op 15 mei, in het gebied westelijk ervan tot aan de datumgrens begint het seizoen op 1 juni. Voor beide gebieden eindigt het seizoen op 30 november. Tropische depressies, die zich ten oosten van de 140e graad westerlengte vormen, krijgen het achtervoegsel "-E" (East) achter hun nummer. Tropische depressies, die zich tussen de 140e graad westerlengte en de datumgrens vormen, krijgen het achtervoegsel "-C" (Central). Als een tropische storm een naam krijgt uit het centrale gebied, staat achter de naam in het kopje '(C)' vermeld.

## Cyclonen
- Orkaan Amanda, 01-E
- Tropische storm Boris, 02-E
- Orkaan Cristina, 03-E
- Tropische storm Douglas
- Tropische storm Elida
- Tropische storm Fausto
- Tropische storm Wali
- Orkaan Genevieve
- Orkaan Hernan
- Orkaan Iselle
- Orkaan Julio
- Orkaan Karina
- Orkaan Lowell
- Orkaan Marie
- Orkaan Norbert
- Orkaan Odile
- Tropische depressie Sixteen-E
- Orkaan Polo
- Orkaan Rachel
- Orkaan Simon
- Orkaan Ana
- Tropische storm Trudy
- Orkaan Vance

1990 · 1991 · 1992 · 1993 · 1994 · 1995 · 1996 · 1997 · 1998 · 1999 · 2000 · 2001 · 2002 · 2003 · 2004 · 2005 · 2006 · 2007 · 2008 · 2009 · 2010 · 2011 · 2012 · 2013 · 2014 · 2015 · 
2016 · 2017 · 2018